# نادي أميريكانو
نادي أميريكانو لكرة القدم (بالبرتغالية: Americano Futebol Clube) نادي كرة قدم برازيلي . تم تأسيس النادي في سنة 1914 .
حصل على لقب دوري ولاية ريو دي جانيرو في أعوام 1964، 1965، 1968، 1969 و 1975.